# Constantin von Wurzbach

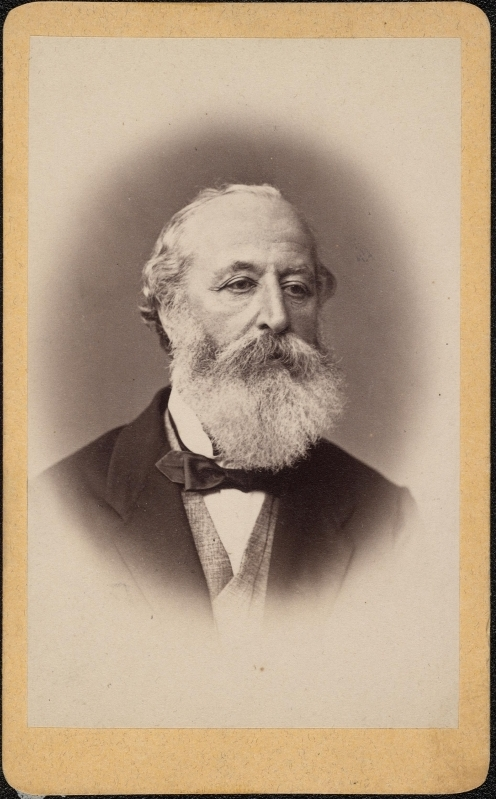
foto på Wurzbach

Constantin Wurzbach Ritter von Tannenberg (även känd under pseudonymen W. Constant), född 11 april 1818 i Laibach, död 17 augusti 1893 i Berchtesgaden, var en österrikisk biograf och poet.

## Biografi
Wurzbach blev 1840 löjtnant vid infanteriet i Kraków, 1843 filosofie doktor och 1844 bibliotekstjänsteman i Lemberg, Han anställdes 1848 vid hovbiblioteket i Wien och 1849 som arkivarie vid inrikesministeriet. Han befordrades till regeringsråd och bosatte sig på 1850-talet i Berchtesgaden för att kunna ägna sig åt litteraturen. 
Wurzbach framträdde först under sin pseudonym med samlingarna Mosaik (1841) och Parallelen (1849), som efterföljdes av Gemmen (1855), Kameen (1856), Aus dem psalter eines poeten (1874) med flera. Han kan närmast räknas till Anastasius Grüns diktarskola. 
På folkloreområdet utgav han bland annat Die volkslieder der Polen und Ruthenen (1846), Die sprichwörter der Polen (1847) och Glimpf und schimpf in spruch und wort (1864) samt, inom kyrkoarkiekturen, Die kirchen der stadt Krakau (1853). 
Bland hans större verk märks Bibliographisch-statistische übersicht der Litteratur des Österreichischen Kaiserstaats(1853-56) samt det omfattande verket Biographisches lexikon des Kaiserthums Österreich (60 band utgivna 1856-92), som omfattar tiden från 1750 och framåt och innehåller 24 254 biografier. Då det 25:e bandet utgavs adlades von Wurzbach.
adligt stånd.